# Psorothamnus
Psorothamnus, rod mahunarki iz tribusa Amorpheae, dio potporodice Faboideae. Potoji 9 priznatih vrsta raširenih po jugozapadnim predjelima Sjedinjenih Država i sjevernog Meksika.

## Vrste
1. Psorothamnus arborescens (Torr. ex A.Gray) Barneby
2. Psorothamnus dentatus Rydb.
3. Psorothamnus emoryi (A.Gray) Rydb.
4. Psorothamnus fremontii (Torr. ex A.Gray) Barneby
5. Psorothamnus kingii (S.Watson) Barneby
6. Psorothamnus polydenius (Torr.) Rydb.
7. Psorothamnus schottii (Torr.) Barneby
8. Psorothamnus scoparius (A.Gray) Rydb.
9. Psorothamnus spinosus (A.Gray) Barneby
10. Psorothamnus thompsoniae (Vail) R.L.Welsh & N.D.Atwood

## Sinonimi
- Asagraea Baill.
- Psorodendron Rydb.